# St Mary’s Church (Beverley)

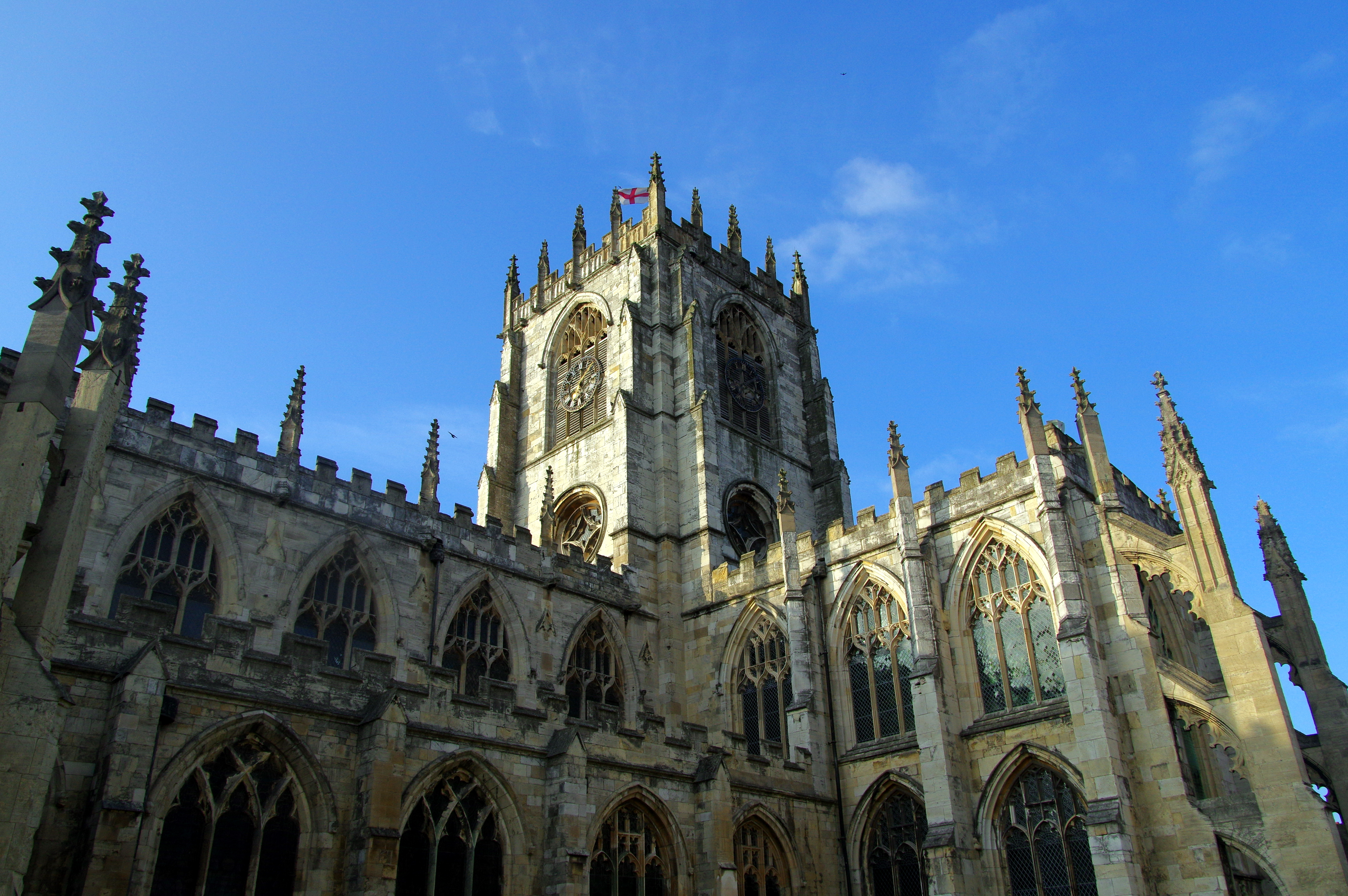
St Mary, Beverley

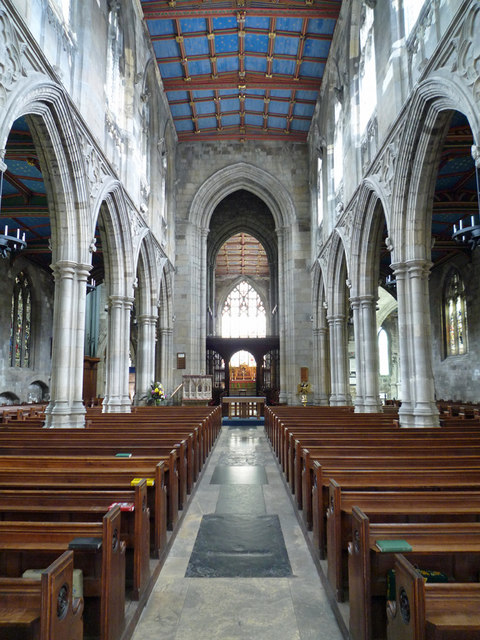
Innenansicht

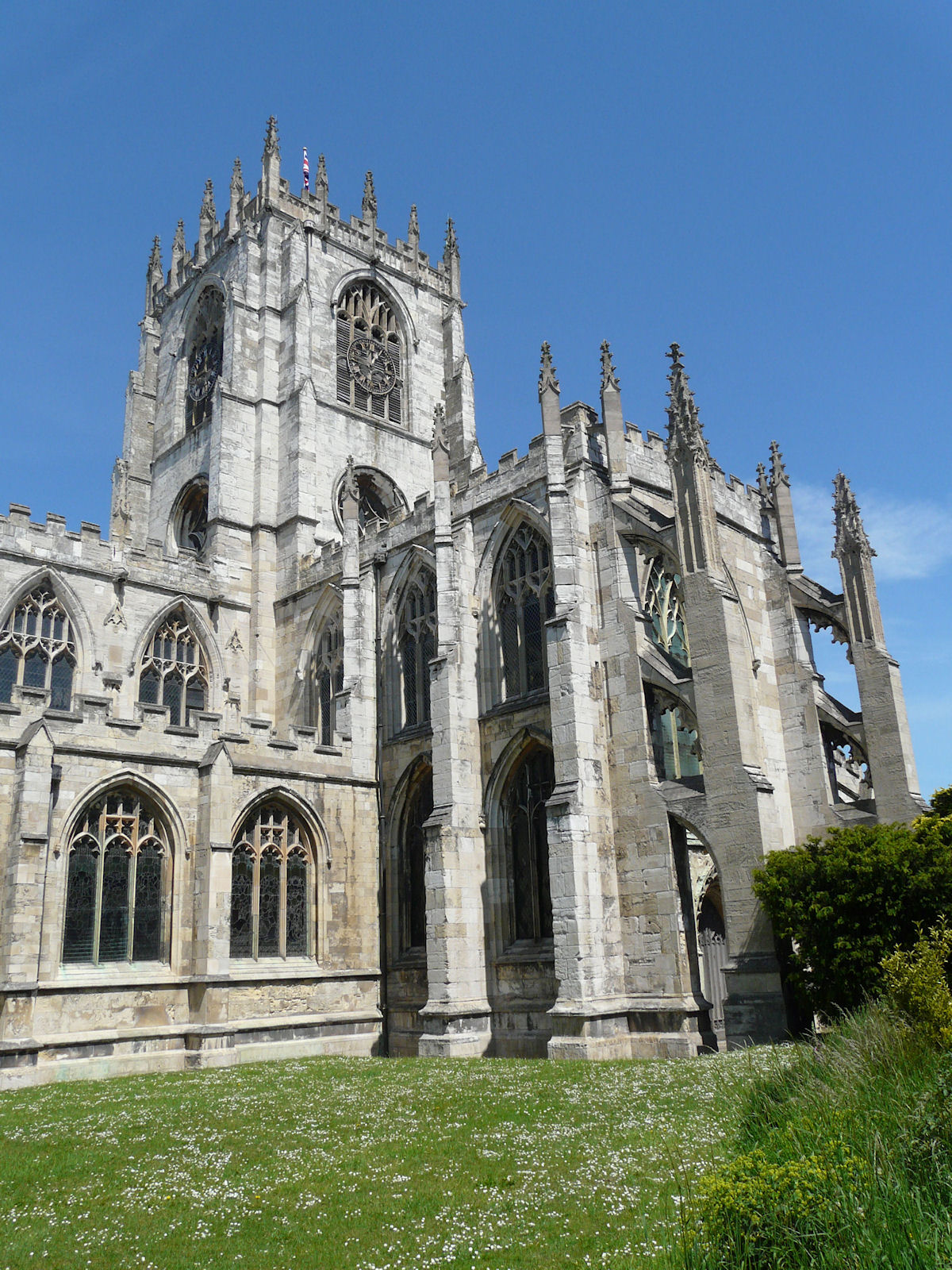
Strebebögen am Südquerhaus

Die Pfarrkirche St Mary (englisch St Mary’s Church) ist eine anglikanische Pfarrkirche in Beverley in der Region East Riding of Yorkshire, England. Sie ist ein denkmalgeschütztes Gebäude der Kategorie I.

## Geschichte
St. Mary’s wurde in der ersten Hälfte des 12. Jahrhunderts als Tochterkirche des Münsters von Beverley gegründet, um der Handelsgemeinde von Beverley zu dienen. Es handelt sich um eine kreuzförmige Kirche von 60 m Länge mit Kirchenschiff und Chor, einem südlichen Querschiff mit östlichem Seitenschiff, einem nördlichen Querschiff mit östlicher Kapelle und darunterliegender Krypta, einer nordöstlichen Kapelle mit angrenzender Sakristei und darüber liegenden Priesterzimmern sowie einem Vierungsturm.
Einige Fragmente aus dem 12. und frühen 13. Jahrhundert sind in der Kirche verstreut. Diese sind zahlreich genug, um festzustellen, dass die Kirche in der Mitte des 13. Jahrhunderts aus einem einschiffigen Chor und Querschiffen, einem zweischiffigen Kirchenschiff und wahrscheinlich einem Vierungsturm bestand.

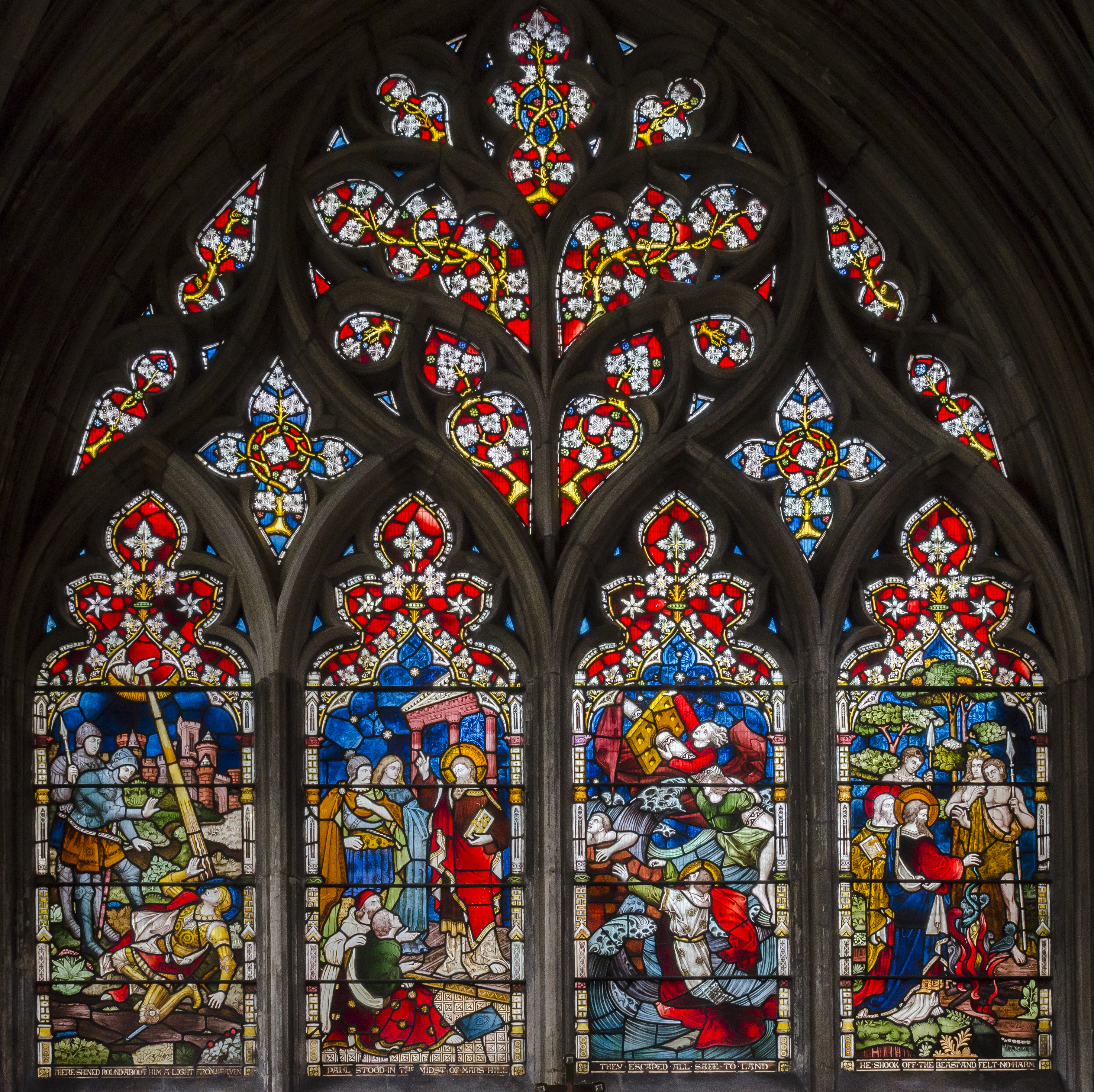
Ostfenster der nordöstlichen Kapelle, erbaut in den 1330er oder 1340er Jahren. Die Glasmalerei stammt aus dem 19. Jahrhundert und wurde von Clayton und Bell geschaffen.

Der systematische Umbau begann im späten 13. Jahrhundert, während des Decorated Style, als eine große Kapelle an der Ostseite des nördlichen Querschiffs hinzugefügt wurde. Darauf folgte um 1300 der Anbau eines südlichen Seitenschiffs an den bis dahin einschiffigen Chor in Verbindung mit einer Verbreiterung des östlichen Seitenschiffs des südlichen Querschiffs. Zu Beginn des 14. Jahrhunderts wurden die Seitenschiffe des Kirchenschiffs vollständig umgebaut. In den 1330er oder 1340er Jahren erhielt der Chor ein nördliches Seitenschiff, dessen drei östlichste Joche zu einer prächtigen Kapelle mit Flammen-Maßwerk (flowing tracery) und einem Sterngewölbe ausgebaut wurden. Die Gesimse des Maßwerks, der Fenster, des Gewölbes und der Pfeiler gehen fließend ineinander über und vereinheitlichen den Raum. Die Gesimse der Gewölberippen an der Nordwand entspringen dem Fußboden und bilden kannelierte Säulen ohne Kapitelle, an der Südwand entspringen sie den Säulenkapitellen, die sich mit den Arkadengesimsen kreuzen und durch diese verlaufen.
Die Bauarbeiten an St. Mary wurden Mitte des 14. Jahrhunderts, wie in so vielen Fällen in England, wegen des Schwarzen Todes eingestellt. Sie wurden erst um 1400 wieder aufgenommen, als die Westfassade im Perpendicular Style umgebaut und dem Kirchenschiff ein Obergeschoss im gleichen Stil hinzugefügt wurde. Die südliche Vorhalle und der Obergaden für den Chor folgten im frühen 15. Jahrhundert. Die Querschiffe wurden in der Mitte des 15. Jahrhunderts mit Obergaden versehen; die frühgotischen Bögen wurden wiederverwendet, aber auf neue Pfeiler gesetzt. Drei Vermächtnisse für diese Arbeiten wurden 1451 gemacht, und weitere Vermächtnisse in den Jahren 1498–1500 finanzierten den Wiederaufbau des westlichen Endes der Seitenschiffe des Kirchenschiffs. Im Laufe des 15. und 16. Jahrhunderts wurden außerdem eine Reihe von fein gearbeiteten Holzdecken angebracht, für die das Gebäude bekannt ist. Am bekanntesten ist die Decke im Chor, die ursprünglich aus der Mitte des 15. Jahrhunderts stammt, aber 1863 vollständig neu bemalt wurde, mit Darstellungen von vierzig englischen Königen vom mythischen Brutus bis zu Heinrich VI. und einem Porträt von Georg VI. aus dem Jahr 1939.
Während des Abendgottesdienstes am 29. April 1520 stürzte der mittlere Turm ein „und erdrückte einige, die damals darin [in der Kirche] waren“. Ein Großteil des Bauwerks am östlichen Ende des Kirchenschiffs wurde zerstört, während die Wände des Kirchenschiffs kaum beschädigt wurden. Der Mittelturm, die Arkaden des Kirchenschiffs und das Obergeschoss wurden vollständig wiederaufgebaut, wobei die Fenster des Obergeschosses aus der Zeit um 1400 zu stammen scheinen: Nikolaus Pevsner vermutet, dass sie „trotz der radikalen Beschädigung durch den einstürzenden Turm wiederverwendet wurden.“ Diese Wiederaufbauarbeiten begannen unmittelbar nach dem Einsturz, wobei die Südarkade sowohl am Ost- als auch am Westende das Datum 1524 trägt. William Rokeby, Erzbischof von Dublin, ein Mann aus Yorkshire, hinterließ bei seinem Tod im folgenden Jahr in seinem Testament 200 Pfund für die Wiederaufbauarbeiten. Diejenigen, welche Geld für die Pfeiler der Nordarkade gespendet haben, werden in Inschriften auf den Verdachungskonsolen erwähnt: der Kaufmann John Crossley und seine Frau, die guten Frauen von Beverley und die Spielleute, von denen fünf als Statuen auf Konsolen an ihrem Pfeiler dargestellt sind.
Das heutige Taufbecken stammt aus dem Jahr 1530 und ist das Geschenk eines Tuchhändlers aus Beverley, William Leryffax. Es besteht aus Marmor aus Derbyshire und ist reich verziert mit einer verunstalteten Inschrift.
Im 19. Jahrhundert wurde die Kirche St. Mary in den Jahren 1829–1830 unter William Comins und 1844–1852 unter A. W. N. Pugin umfassend restauriert. E. W. Pugin übernahm die Arbeiten und es folgten Cuthbert Brodrick, George Gilbert Scott (der das Kirchenschiff und den Altarraum neu ausstattete) und zahlreiche andere Architekten.
Im Jahr 2020 begann die Restaurierung des Mauerwerks mit dem Ersatz einiger verwitterter Steinmetzarbeiten durch neu in Auftrag gegebene Figuren, die auf Charakteren aus den Büchern Die Chroniken von Narnia von C. S. Lewis basieren.
Für 2021 wurde angekündigt, dass im Rahmen eines Programms zur Würdigung von Frauen bei der Restaurierung des Mauerwerks der Kirche Steinfiguren von neun Frauen aufgestellt werden, darunter die in Hull geborene Pilotin und Ingenieurin Amy Johnson und Hilda Lyon, die an der Beverley High School ausgebildete Luftfahrtingenieurin, neben Mary Wollstonecraft, Mary Seacole, Marie Curie, Rosalind Franklin, Helen Sharman und Ada Lovelace und Königin Elizabeth II.

## Orgel
Laut George Oliver (1829) wurde 1792 eine von Donaldson of York gebaute Orgel auf der Lettnerempore am östlichen Ende des Kirchenschiffs aufgestellt. Die Kosten dafür wurden durch freiwillige Subskriptionen in Höhe von 311 £ aufgebracht, wobei die Subskribenten einen Herrn Lambert zum Organisten ernannten. Im Jahr 1869 bauten die Firmen Forster und Andrews eine neue Orgel, die sich durch einen reich geschnitzten Eichenholzprospekt und fein verzierten Prospektpfeifen auszeichnete. Im Jahr 1889 installierte die letztgenannte Firma einen freistehenden Spieltisch neben dem Chorgestühl, und die gesamte Orgel erhielt eine pneumatische Traktur. Im Jahr 1908 wurde die Orgel von der Firma Lewis & Co aus London komplett umgebaut, wobei das Eichengehäuse der vorherigen Orgel entsorgt wurde. Im Jahr 1954 wurde die Orgel von der örtlichen Firma Hall & Broadfield generalüberholt, die die pneumatische Traktur durch eine elektromagnetische ersetzte und die dreimanualige Orgel in ein viermanualiges Instrument umwandelte. Der fertige Umbau wurde 1957 eingeweiht. Die Orgel hat heute 74 Register auf vier Manualen und Pedal.